# آوستروم
آوستروم (انگلیسی: Austrum) یک شهرک در شهرستان ایگلینسکی استان باشقیرستان کشور روسیه است.